# Provincie Awa (Čiba)

Mapa japonských provincií se zvýrazněnou provincií Awa

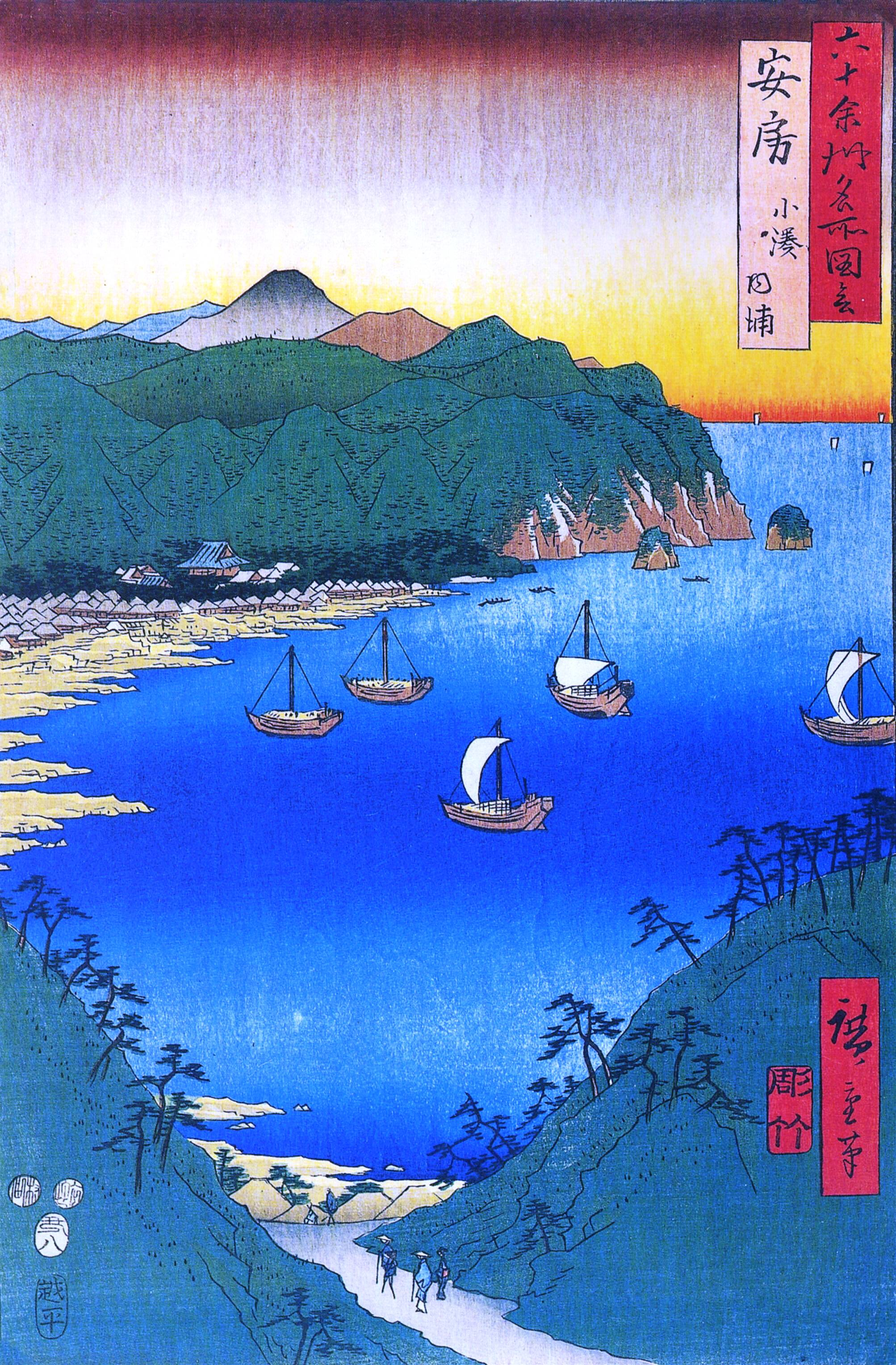
Obrázek ukijo-e od Hirošigeho – přístav Kominato v provincii Awa

Provincie Awa (japonsky: 安房国; Awa no kuni) byla stará japonská provincie rozkládající se na konci poloostrova Bósó na ostrově Honšú. Sousedila s provincií Kazusa. Na jejím území se dnes rozkládá část prefektury Čiba.
Provincie Awa vznikla v roce 718 rozdělením provincie Kazusa. Skládala se ze čtyř okresů: Asai, Awa, Heguri a Nagasa. Hlavní město leželo v okrese Heguri. I když jeho přesné umístění nebylo nikdy objeveno, předpokládá se, že se nacházelo poblíž Mijoši.

## Zajímavosti
Název poloostrova Bósó (房総半島, Bósó-hantó) je tvořen druhým znakem z názvu provincie Awa (房) a druhým znakem z názvů provincií Kazusa a Šimousa (総).
Na ostrově Šikoku existovala rovněž provincie Awa, ale její název se zapisoval pomocí jiných znaků (阿波国).